# Bogusław Grzegorzak
Bogusław Marian Grzegorzak (ur. 5 maja 1936 w Wylewie, zm. 25 maja 2019 w Zabrzu) – polski inżynier budownictwa drogowego. Główny projektant Drogowej Trasy Średnicowej.

## Życiorys
Absolwent II LO w Zabrzu. W 1960 roku ukończył studia i obronił dyplom na Wydziale Budownictwa Politechniki Śląskiej w Gliwicach. Wieloletni pracownik Wojewódzkie Biuro Projektów w Zabrzu. Od lat 70. związany z Drogową Trasą Średnicową, był jej głównym projektantem. Potem był pracownikiem Urzędu Miasta Zabrza pracując na rzecz jego promocji oraz jako Naczelnik. Wydziału Strategii i Rozwoju Miasta. Pasjonował się drogowym układem komunikacyjnym w mieście i udostępnianiem dziedzictwa kulturowego. Spoczywa na cmentarzu parafii św. Józefa w Zabrzu.

## Praca społeczna
Działacz PTTK, od 1958 przewodnik górski uprawniony do prowadzenia wycieczek na terenie: Beskidów, Pienin, Bieszczadów, Sudetów i Gór Świętokrzyskich; członek Stowarzyszenia Wychowanków Wydziału Budownictwa Politechniki Śląskiej; wieloletni organizator cyklicznych spotkań i zjazdów koleżeńskich absolwentów Wydziału Budownictwa Politechniki Śląskiej rocznika 1953-1959 od 1989 założyciel i członek Towarzystwa Miłośników Lwowa i Kresów Południowo-Wschodnich oddział w Zabrzu; od 2004 wieloletni uczestnik Międzynarodowej Konferencji (naukowo-praktycznej) Dziedzictwa Przemysłowego w Zabrzu i towarzyszących jej Międzynarodowych Targów Turystyki Przemysłowej i Podziemnej; kandydat na radnego miasta Zabrze w wyborach samorządowych 12.11.2006 z listy nr 20 – Komitet Wyborczy „SKUTECZNI DLA ZABRZA”; kandydat na radnego dzielnicy Centrum Południe w Zabrzu w wyborach do Rad Dzielnic 21.09.2008r; członek Rady Dzielnicy Centrum Południe w Zabrzu w kadencji 2008-2012; społeczny współpracownik posła Mirosława Sekuły w 2009; członek kolejnych komitetów organizacyjnych spotkań absolwentów II LO w Zabrzu od 1989 roku oraz członek Honorowego Komitetu Obchodów 70-lecia II LO w Zabrzu w 2018r.